# Spulenkörper
Ein Spulenkörper ist ein rechteckiger oder zylindrischer Rohrabschnitt mit oder ohne seitliche Flansche, auf den eine Spule aus Draht, Faden oder Band gewickelt werden kann. Der Begriff wird meist im Zusammenhang mit induktiven Bauteilen wie Transformatoren, Spulen, Drosseln und Antennen benutzt, da der Leiter meist in Form eines Drahtes entweder passend für einen magnetischen Kern aufgewickelt werden muss, oder die Geometrie einer Luftspule durch einen Spulenkörper festgelegt wird. Spulenkörper mit Flansch haben häufig Durchbrüche zur Herausführung der Drahtenden. Ebenso sind meistens Stifte in den Spulenkörpern, damit die Enden der Wicklung angeschlossen werden können.

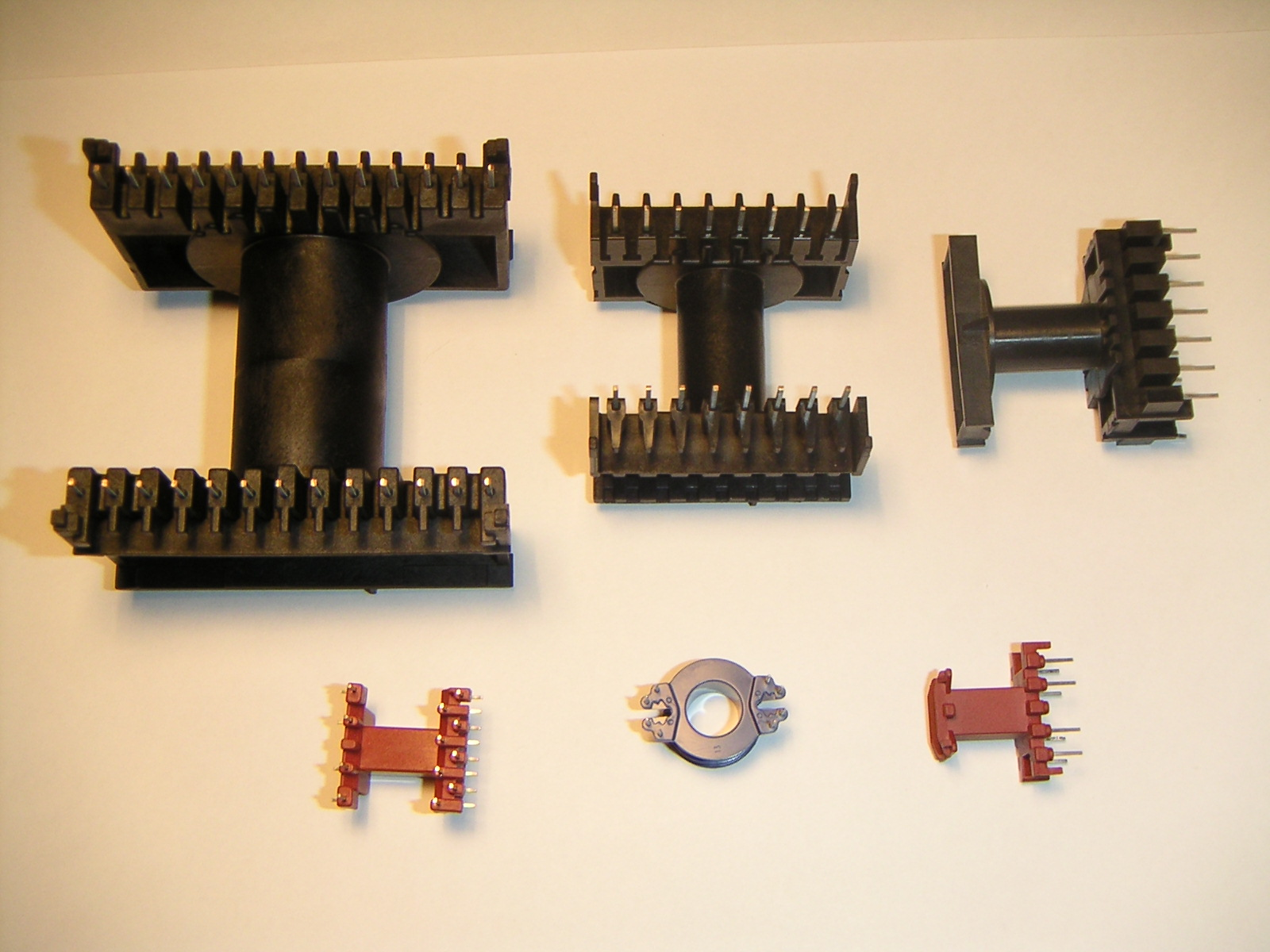
Eine Auswahl an Spulenkörpern, vom RM8, E20, ETD 29, ETD39 bis ETD59

## Material
Spulenkörper werden häufig aus Kunststoff hergestellt. Ein gängiges Verfahren hierfür ist die Spritzgusstechnik, welche eine sehr wirtschaftliche Herstellmöglichkeit bietet. Früher wurden Spulenkörper aus gestanzten Einzelteilen zusammengesetzt. Basis war ein Bausatz meist aus getränkten Hartpapieren. Diese Technik wird heute noch bei größeren Spulenkörpern angewendet.
Als Material für Spulenkörper wird typischerweise Polyamid (PA), seltener auch Polybutylenterephthalat (PBT) oder Polyethylenterephthalat (PET) aber fast immer glasfaserverstärkte Polymere eingesetzt. Etwas seltener kommen auch Duroplaste wie Phenolharze zum Einsatz. Für Spulenkörper im Bereich der SMD-Technik werden eher Polyphenylensulfid oder Flüssigkristallpolymer eingesetzt.
An die Kunststoffe wird zusätzlich zu den mechanischen und thermischen Eigenschaften häufig die in der Elektrotechnik weit verbreitete Forderung nach schlechter Brennbarkeit (UL-Listung) sowie einer hohen Kriechstromfestigkeit (CTI) gestellt.

## Bauformen
Im Bereich der Kunststoff-Spritzgusshersteller haben sich einige Firmen speziell auf Spulenkörper und den Bedarf für die Hersteller von Wickelgütern spezialisiert.
In Katalogen werden für die üblichen Kernbauformen wie Ferritkerne, Blechpakete und Schnittbandkerne die passenden Spulenkörper angeboten.
Stark verbreitet sind Spulenkörper für EI-, EE-, M/E-, UI-, EP-, ETD-, EFD-, PQ-, EC-, PC-, RM-Kern-Bauformen. Für die Spulenkörper zusammen mit Kern gibt es dann auch passende Gehäuse, welche zum Beispiel für eine stabile Befestigung, den Berührungsschutz oder auch zum Verguss mit Gießharz geeignet sind.

## Anschlusstechnik
Da eine Wicklung für eine Spule mindestens einen Anfang und ein Ende hat, und diese Enden eine elektrische Verbindung zur Schaltung benötigen, bietet es sich an Anschlussstifte im Spulenkörperflansch zu integrieren, an die die Drahtenden angewickelt bzw. angeschlossen werden können. Die Stifte sind meist aus einer Bronze und haben häufig einen Oberflächenschutz aus Zinn. Die elektrische Verbindung zwischen Draht und Stift wird häufig mit einem Lötprozess ausgeführt. Da hier häufig das Tauchlöten bei hohen Temperaturen mit gleichzeitigem Abbrennen der Lackisolierung des Kupferdrahtes zum Einsatz kommt, muss der Kunststoff des Spulenkörpers eine hohe Kurzzeit-Temperaturbeständigkeit besitzen.
Diese Anschluss-Stifte werden entweder direkt in das Spritzgusswerkzeug eingelegt, und somit umspritzt oder in vorgesehene Löcher des Spulenkörpers nachträglich eingesteckt. Ein in Asien verbreitetes Verfahren ist die Verwendung eines „lead frames“ (Stanzteil), welches ins Spritzguss-Werkzeug eingelegt wird, und die Stifte durch äußere Verbindungsstege zusammenhält. An dem fertig gespritzten Spulenkörper wird dann der Außenbereich des lead frames abgestanzt.

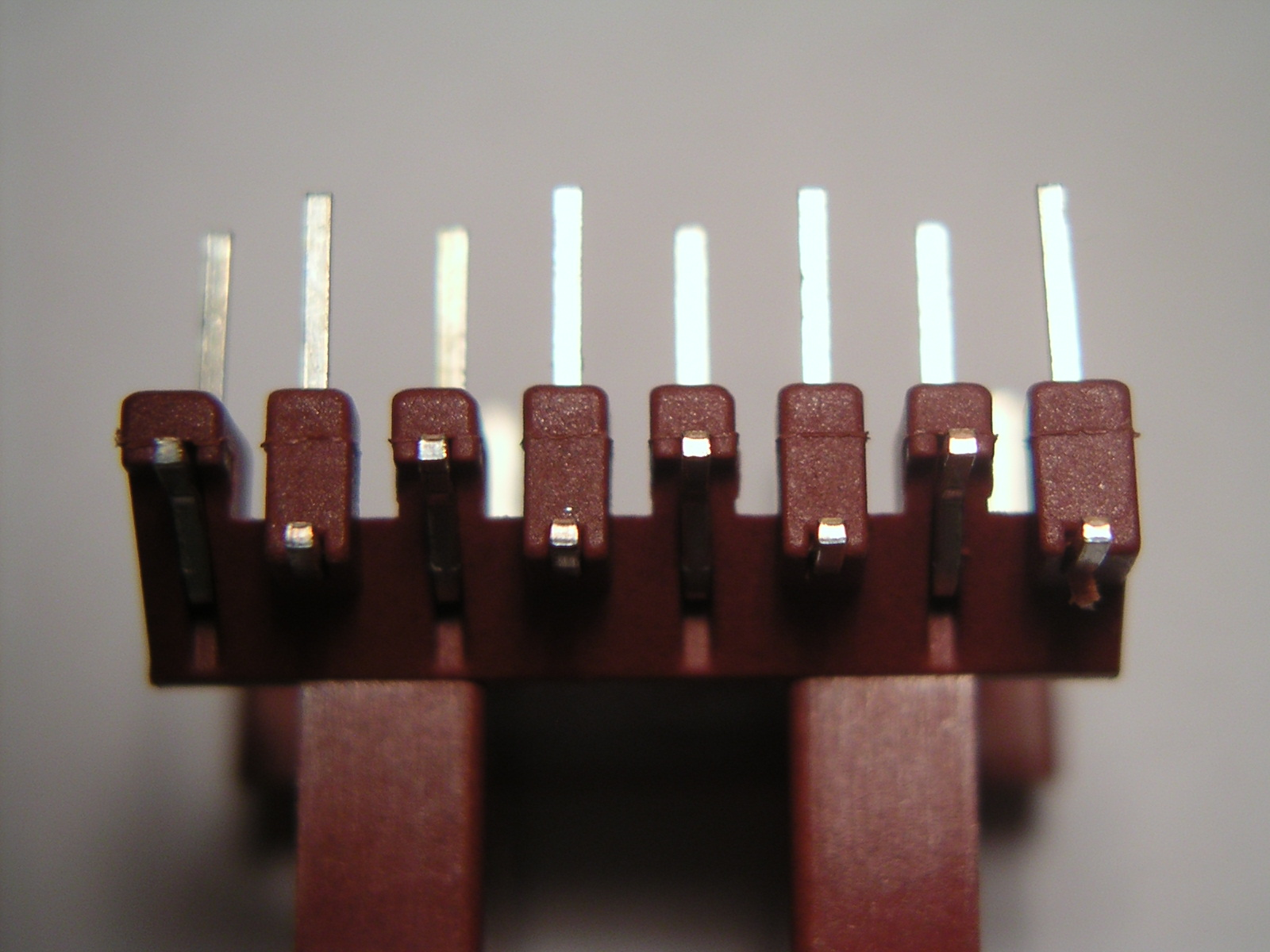
Blick auf den Flansch eines E20-Spulenkörpers mit Lötstiften, zweireihig, zum Anschluss von max. 8 Drahtenden durch 7 Durchbrüche

## Verschiedenes
Für die Massenproduktion von Wickelgütern sind vollautomatische Wickelmaschinen am Markt, die Spulenkörper als Schüttgut zugeführt bekommen, und im Sekundentakt fertige induktive Bauelemente mit montiertem Kern und kontaktierten Drahtenden abgeben.
In seltenen Fällen wird auch Keramik als Spulenkörpermaterial eingesetzt. Hierbei sind dann häufig die Hochfrequenzeigenschaften oder die Temperaturbeständigkeit ausschlaggebend.
Im englischen Sprachgebrauch werden die Begriffe „bobbin“ oder „coil former“ für Spulenkörper verwendet.